# Хёрнляйн, Фридрих Вильгельм
Фридрих Вильгельм Хёрнляйн (нем. Friedrich Wilhelm Hörnlein; 16 августа 1873, Зуль — 13 февраля 1945, Дрезден) — немецкий художник: скульптор, резчик монетных штемпелей и медальер.
С 1894 года Хёрнляйн работал в Дрездене, а с 1896 по 1905 год обучался в Училище прикладного искусства и Академии изобразительных искусств. В 1911 году он был принят гравёром на Государственный монетный двор Саксонии в Мульденхюттене. В монетах и медалях Хёрнляйн проявлял повышенный интерес к барельефным изображениям.
Хёрнляйн создал порядка трёхсот медалей, посвящённых различным событиям политической жизни, юбилеям и выставкам. Среди его работ можно выделить следующие:
- Медаль, посвящённая Третьей выставке немецкого прикладного искусства, прошедшей в 1911 году;
- Медаль в честь 300-летнего юбилея литейной мастерской в Хальсбрюке;
- Медаль в честь 200-летнего юбилея Г. Э. Лессинга;
- Медаль к 100-летию со дня смерти Песталоцци;
- Медаль к 400-летию со дня смерти А. Дюрера;
- Медаль, посвящённая 400-летию Аугсбургского исповедания;
- Медаль к 50-летию со дня смерти Р. Вагнера.
- Монета в три марки 1917 года с портретом курфюрста Саксонского Фридриха Мудрого.

Хёрнляйн является создателем стальных штемпелей для мейсенских фарфоровых медалей в честь И. В. Гёте, Ф. Шиллера и других выдающихся личностей. В своих работах мастер использовал подпись «HÖRNLEIN».

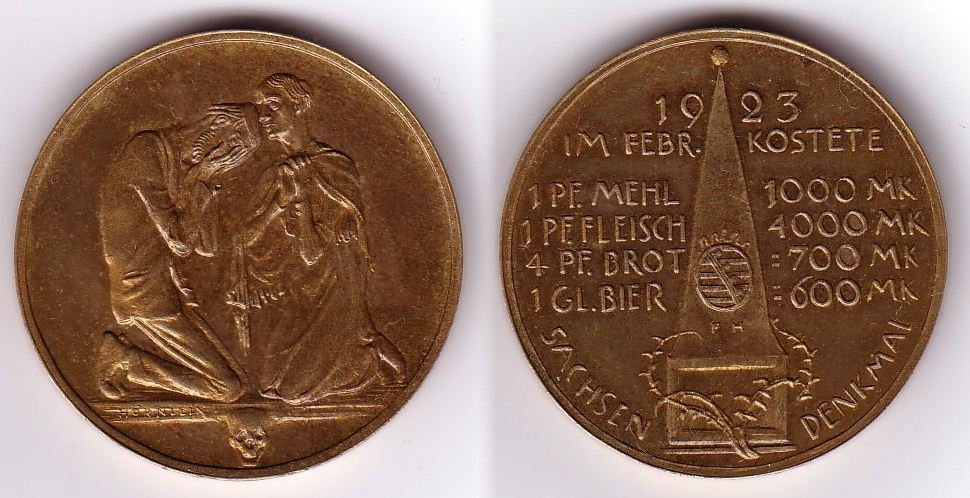
Работа Хёрнляйна. 1923